# Limosina lineatarsata
Limosina lineatarsata är en tvåvingeart som beskrevs av Papp 1973. Limosina lineatarsata ingår i släktet Limosina och familjen hoppflugor. Inga underarter finns listade i Catalogue of Life.